# Serie 2400 de CP

## Descripción
La serie 2400 es un tipo de automotor a tracción eléctrica al servicio de la empresa pública que gestiona el transporte ferroviário en Portugal - CP (Comboios de Portugal).

Servicios: Suburbano
Tipo de vehículo: Unidad Cuádruple Eléctrica Articulada
Velocidad Máxima: 120 km/h
Ancho de Via: 1668 mm
Entrada en servicio: 1997